# Bokordići
Bokordići (en italien : Boccordi) est une localité de Croatie située en Istrie, dans la municipalité de Svetvinčenat, dans le comitat d'Istrie. En 2001, la localité comptait 85 habitants.

## Démographie
| 1948 | 1953 | 1961 | 1971 | 1981 | 1991 | 2001 |
| ---- | ---- | ---- | ---- | ---- | ---- | ---- |
| 211  | 199  | 159  | 118  | 105  | 86   | 85   |